# Luís Gama
Luís Gonzaga Pinto da Gamma (Salvador, 21 de juny de 1830 - Ib., 24 d'agost de 1882) va ser un advocat, orador, periodista, editor, escriptor i patró de l'abolició de l'esclavitud al Brasil.

## Biografia
Fill de Luísa Mahin, negra lliure, i un fidalgo d'origen portuguès. La seva mare va marxar a Rio quan ell tenia 7 anys per lluitar a la Sabinada, quedant sota custòdia del pare. Aquest, afeccionat al joc, va vendre's el fill per pagar els deutes i Gama va esdevenir un esclau amb 10 anys, sent traslladat a l'estat de São Paulo i restant analfabet fins als 17 anys. Va conquistar judicialment la seva pròpia llibertat als 18 anys, argumentant que la compra de persones lliures i el tràfic d'esclaus havien estat derogats abans de produir-se els fets. Lliure de nou, va passar a actuar en pro dels drets dels esclaus, sent ja als 29 anys un autor consagrat i considerat "el major abolicionista del Brasil".
Fou columnista de diverses publicacions de l'època i va fundar una revista satírica amb el dibuixant Angelo Agostini. Va voler matricular-se en la Facultat de Dret de São Paulo, però no va ser autoritzat per rebuig d'alumnat i professorat. Gama va assistir a les classes com oient i, tot i no rebre el títol d'advocat, va ser autoritzar a exercir la professió pel poder judicial. Amb tot, es calcula que va obtenir l'alliberament de més de cinc-cents esclaus, destacant la seva actuació en el Cas Netto, quan va aconseguir que 217 persones fossin declarades lliures. Els seus discursos eren eloqüents i controvertits, com demostra la frase atribuida al soteropolità «L'esclau que mata el seu senyor, sigui en la circumstància que sigui, mata sempre en legítima defensa».
Malgrat ser considerat un dels exponents del romanticisme, no va ser gaire esmentat en obres com Apresentação da Poesia Brasileira, de Manuel Bandeira. Va ser un dels estranys casos d'intel·lectuals negres del Brasil esclavista en el segle xix, l'únic autodidacta i en haver passat per la captivitat. Va dedicar la seva vida a la defensa de la llibertat i de la República, un actiu opositor del sistema monàrquic que va morir sis anys abans de poder veure els resultats de la seva lluita. Va tenir una vida molt dispar i és difícil trobar entre els seus biògrafs a algú que no hagi retratat la seva vida sense excessiva passió o emotivitat. Entre aquests, es troba Boris Fausto, que va descriure la vida de Gama com una «biografia de novel·la».
Va morir l'any 1882, a causa d'un quadre greu de diabetis, sis anys abans de la firma de la Llei Àuria que posaria fi definitivament a l'esclavitud al Brasil.

## Homenatges
L'any 2015, el Col·legi d'Advocats brasiler va concedir a Gama la titulació d'advocat. El 2021 la Universitat de São Paulo va concedir-li el títol pòstum de doctor honoris causa, sent el primer brasiler negre en obtenir tal premi d'aquesta institució.
Luis Gama va ser inscrit el 12 de desembre de 2018 en el Llibre dels Herois i Heroïnes de la Pàtria, en virtut de la Llei Federal nº 13628/2018.
L'any 2021 es va estrenar la biopic Doutor Gama, que repassa la vida de l'escriptor i abolicionista. Dirigida per Jeferson De i guionitzada per Luiz Antônio, el paper protagonista va ser interpretat per Cesar Mello.

## Obra publicada
La major part de l'obra de Gama eren articles i columnes en diaris, epístoles i els seus discursos jurídics i polítics. Pràcticament l'únic llibre que va arribar als nostres temps fou Primeiras Trovas Burlescas do Getulino, un poemari que va publicar als 19 anys. Oblidat pels acadèmics durant més de cent anys, diversos estudis al segle xxi han volgut revertir la situació. El més important ha estat el treball de l'historiador Bruno Rodrigues de Lima, que va publicar una col·lecció de 600 textos (un 80% d'ells, inèdits) en 10 volums:
| - Vol. 1: Poesia (1859-1865) - Vol. 2: Profecia (1862-1865) - Vol. 3: Comédia (1866-1867) - Vol. 4: Democracia (1866-1869) - Vol. 5: Direito (1870-1875) | - Vol. 6: Sátira (1876) - Vol. 7: Crime (1877-1879) - Vol. 8: Liberdade (1880-1882) - Vol. 9: Justiça (1850-1882) - Vol. 10: África-Brasil (1850-1882) |